# كأس أيه سي سي توينتي20 2007
كأس أيه سي سي توينتي20 2007 (بالإنجليزية: 2007 ACC Twenty20 Cup) أقيمت من 27 أكتوبر حتى 2 نوفمبر 2007 في الكويت.
الفرق العشرة المشاركة كانت: أفغانستان، هونغ كونغ، الكويت، ماليزيا، نيبال، عمان، قطر، السعودية، سنغافورة والإمارات.

## مرحلة المجموعات

### المجموعة أ
شهدت المجموعة أ وصول عمان وأفغانستان إلى النهائي بعد أن أنهيا الدور في المركزين الأول والثاني وتأهلا إلى نصف النهائي. ماليزيا فشل في الفوز بأي مباراة، بالرغم من وجود لاعب نادي مقاطعة سومرست للكريكيت أرول سوبياه في تشكيلته.
| الفريق    | م | ف | خ | ت | بلا | ن |
| --------- | - | - | - | - | --- | - |
| عمان      | 4 | 3 | 1 | 0 | 0   | 6 |
| أفغانستان | 4 | 3 | 1 | 0 | 0   | 6 |
| قطر       | 4 | 2 | 2 | 0 | 0   | 4 |
| نيبال     | 4 | 2 | 2 | 0 | 0   | 4 |
| ماليزيا   | 4 | 0 | 4 | 0 | 0   | 0 |

### المجموعة ب
كانت المجموعة ب أكثر تقاربًا من المجموعة أ. الإمارات تصدرت المجموعة بعد الفوز في جميع مبارياتها الأربع، وانضم إليها الكويت إلى نصف النهائي بعد أن أنهى المنافسة أمام سنغافورة.
| الفريق                   | م | ف | خ | ت | بلا | ن |
| ------------------------ | - | - | - | - | --- | - |
| الإمارات العربية المتحدة | 4 | 4 | 0 | 0 | 0   | 8 |
| الكويت                   | 4 | 2 | 2 | 0 | 0   | 4 |
| سنغافورة                 | 4 | 2 | 2 | 0 | 0   | 4 |
| هونغ كونغ                | 4 | 1 | 3 | 0 | 0   | 2 |
| السعودية                 | 4 | 1 | 3 | 0 | 0   | 2 |

## نصف النهائي
| عمان فاز بـ 38 نقطة Unity Cricket Club الحكام: Vinay Jha، Siva Sarika رجل المباراة: هيمين ديساي |

| أفغانستان فاز بـ 47 نقطة Unity Cricket Club الحكام: Srinivasan، Riaz Chaudhari رجل المباراة: نوروز منغال |

## مباراة تحديد المركز الثالث
| الكويت فاز بـ 3 نقاط KOC Cricket Ground الحكام: غير معروف رجل المباراة: Yaseen Mughal |

## النهائي
| المباراة انتهت بالتعادل KOC Cricket Ground الحكام: Waseem Abbas، Naveed Malik رجل المباراة: Nelesh Palmer |

- لوائح البطولة نصت على استخدام الرميات لكسر التعادل[الإنجليزية] في حال التعادل، لكن بسبب سوء حالة الملعب بعد المباراة تم إلغاؤها وتقاسم الكأس

## الترتيب النهائي
| المركز | الفريق                   |
| ------ | ------------------------ |
| الأول  | عمان أفغانستان           |
| الثالث | الكويت                   |
| الرابع | الإمارات العربية المتحدة |
| الخامس | قطر                      |
| السادس | سنغافورة                 |
| السابع | نيبال                    |
| الثامن | السعودية                 |
| التاسع | هونغ كونغ                |
| العاشر | ماليزيا                  |

## وصلات خارجية
الكريكيت الدولي في 2007-08